# Louis Doherty
Louis Doherty (28 maart 1948) is een Noord-Iers dartspeler die speelde voor Noord-Ierland.
Doherty behaalde samen met Ray Farrell, Charlie Maxwell en Fred McMullan de finale van de WDF World Cup teams in 1987. Daarin veloren ze van Team Engeland met 8-9.
Doherty bereikte de kwartfinale van de Winmau World Masters in 1994. Doherty versloeg Per Skau en Mike Gregory voordat hij uiteindelijk werd geslagen door Martin Adams met 0-3.

## Resultaten op wereldkampioenschappen

### WDF
- 1987: Laatste 64: (verloren van Barry Whittaker)